# Varrém Corcorúnio
Varrém (em armênio: Վարեն; romaniz.: Vaṙen) foi um nobre armênio (nacarar) do século IV da família Corcorúnio, ativo no reinado de Ársaces II (r. 350–364/7).

## Nome
Varrém é um nome armênio (Վարեն, Vaṙen) de presumida origem iraniana em decorrência da desinência -en (-են). Hrach Martirosyan assumiu que derivou do persa médio Varém ou Varim (Warēn e Wārin), que por sua vez derivou do iraniano antigo Varnaina (*Varn-aina-; de *varn-, "cordeiro").

## Vida
A parentela de Varrém é incerta, exceto que pertencia à família Corcorúnio. A relação é confirmada pela menção do sobrenome errôneo Malcazeã (Malχazean), que aglutinou malcaz, o título gentilício dos Corcorúnios, e o sufixo patronímico -ean (եան). Segunda a Vida de São Narses, em 353, foi um dos nobres responsáveis pela escolta de Narses para Cesareia Mázaca, onde seria consagrado católico do Reino da Armênia. A mesma passagem cita outro Corcorúnio, Maictes, que o teria acompanhado na missão.